# 牧野貴
牧野 貴（まきの たかし、1978年 - ）は、東京都出身の映像作家。主に抽象映画を制作する。
日本大学芸術学部映画学科撮影・録音コース卒業。音楽家や多ジャンルの芸術家とのコラボレーション、映像制作ワークショップを世界各地で行う。

## 受賞
2011年ロッテルダム国際映画祭短編部門タイガーアワード受賞。以降、ハンブルグ国際短編映画祭、モスクワ国際実験映画祭、25FPSクロアチア国際実験映画祭でもグランプリを獲得するなど、国際映画祭での受賞歴、審査員歴多数。